# 觀音瀑布
觀音瀑布，位於宜蘭縣南澳鄉武塔村的鼓音溪（觀音溪）處，由台9丁線蘇花公路前往至第一觀音橋後，由第一觀音橋上面下切溯溪前往，又稱鼓音瀑布（日治時期稱鼓音瀧），所在地為觀音溪谷生態敏感區。
民國50年（1961年）時蔣介石經過此地暫作休息，將其改為現稱。

## 周遭
- 蘇花觀音石
- 谷風地塹
- 谷風瀑布
- 台9丁線蘇花公路
- 龍頭岩
- 觀音隧道
- 谷風隧道
- 鼓音橋
- 新觀音隧道